# 有色体

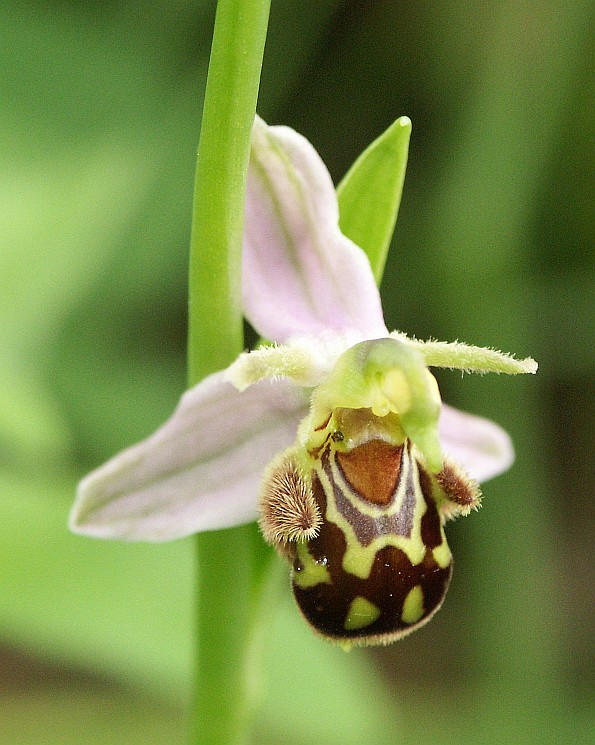
ラン科の一種 。有色体は、植物の花弁や萼片の色の源となる。

有色体またはクロモプラスト (Chromoplast) は、特定の光合成を行う真核生物において、色素の合成と貯蔵に関わる色素体、細胞小器官である。

## 機能
果実・花・根などの器官に加え、ストレスを受けたり古くなったりした葉でも見られ、様々な色を生み出している。これらの色彩変化は常に大量のカロテノイド色素の蓄積を伴い、果実が熟すと葉緑体が有色体に変化するのがその例である。
通常は成熟した組織で見られ、既存の成熟した色素体に由来する。花や果実においてはカロテノイドを合成する主な器官であるが、糖・デンプン・脂質・芳香族化合物・ビタミン・ホルモンの合成等の他の反応も起こっている。葉緑体と有色体のDNAは同一であるが、トマトの有色体の液体クロマトグラフィーにより、シトシンのメチル化率が増加していることが発見された。
有色体は、橙色のカロテン、黄色のキサントフィル、その他赤色色素等の色素を合成、貯蔵する。植物の色は、これらのどれが含まれているかによって決まる。有色体の進化上の主目的は、恐らく送粉者や果実の捕食者を惹きつけ、種子の散布を助けることである。だが、ニンジンやサツマイモの根に見られる有色体は、植物体の他の部分に蓄積できない、水に不溶性の化合物を大量に蓄積している。
秋になって葉の緑色の葉緑体が失われると、元から存在したカロテノイドが表に現れ、紅葉が起こる。この時、新しくカロテノイドが生産されることはほとんどなく、葉の老化と関連する色素体色素の変化は、果実や花で見られるような有色体への能動的な変化とはいくらか異なる。
カロテノイドをほぼ又は全く含まない顕花植物も存在する。そのような場合、花弁には葉緑体に非常に良く似た色素体が含まれ、見た目ではほぼ区別できないこともある。液胞に局在するアントシアニンやフラボノイドが色素の役割を果たしている。

## 構造と分類
光学顕微鏡によって4種類に分類することができる。1つ目はタンパク質性のストロマと顆粒から構成されるもの、2つ目はタンパク質結晶と非晶質の色素顆粒で構成されるもの、3つ目はタンパク質と色素結晶で構成されるもの、4つ目は結晶のみを含むものである。電子顕微鏡ではさらに、顆粒・結晶・繊維・膜・管等の微細構造が見られる。これらの微細構造は、有色体に変化する前の色素体では見られない。
これらの微細構造の存在や量によって、有色体は顆粒型・結晶型・繊維型・管型・膜型の5つのカテゴリーに分類される。 例えばマンゴーは顆粒型、ニンジンは結晶型の有色体を持つ。同じ器官に異なる種類の有色体が共存することもある。
有色体には容易に分類できるものと、複数のカテゴリーの特徴を持ち分類が難しいものがある。例えばトマトでは、膜状構造の有色体中に、主に結晶型リコペンを蓄積するが、これは結晶型か膜型か判断が難しい。

## 進化
色素体は、光合成原核生物である藍藻が、自身を藻類や植物等の真核生物の祖先の中に組み込み、内部共生関係になったものである。色素体の祖先は細胞内で様々な役割を獲得し、その一つの形態が有色体である。また、色素体は自身の小さなゲノムを持ち、独自のタンパク質を生産できるものもある。
有色体は被子植物の進化において、明るい色によって動物や昆虫を惹きつけて受粉を行わせ、種子を散布させるという役割を担う。多くの植物は、単一の送粉者との共生関係を進化させている。送粉者がどの花を訪れるか決定するにあたり、色は非常に重要な要因であり、特定の色は特定の送粉者を惹きつける。白色の花は甲虫類を惹きつける傾向にあり、ハチは紫色や青色の花、チョウは黄色や橙色等の暖色系の花に最も惹きつけられる。

## 研究

色素体の発達。有色体 Chromoplast は葉緑体 Chloroplast から変化する。

科学的研究の主題となることは少なく、あまり広範な研究は行われてこなかった。トマトを対象にした研究においては、果実を赤色にするリコペンと、黄色にするビオラキサンチン・ネオキサンチンなどのキサントフィルの研究において比較的よく扱われる。
有色体・葉緑体共に、カロテノイドの合成は行われる。トマトの花の有色体では、カロテノイド合成はPsyl・Pds・Lcy-b・Cyc-bの遺伝子によって制御されている。葉においては、これとは別のLcy-e遺伝子が高度に発現しており、ルテインが合成されるようになっている。
トマトにおいて、白い花は劣性対立遺伝子によって発現する形質である。この形質は受粉率が低いため、農業面では望ましくない。ある研究では、白花にも有色体自体は存在するが、CrtR-b2遺伝子の変異によりカロテノイド合成経路が遮断され、黄色色素を作れなくなっていることが分かっている。
有色体の分子レベルでの形成プロセスは、未だ完全には理解されていない。だが電顕による観察で、まず葉緑体のチラコイドが溶解して内膜系の再構成が起き、”thylakoid plexus”と呼ばれる新しい膜系が生成することが分かっている。これは直接チラコイド膜に由来するものではなく、葉緑体の内膜から発生した小胞によって構成されたものである。葉緑体との最も明瞭な生化学的差異は、光合成に関わる遺伝子の発現が抑制されていることで、葉緑素や光合成能は失われている。新しい膜系はカロテノイド結晶の成長基盤となる。
オレンジの果実では、カロテノイドの合成と葉緑体の消失は、果実の色が緑から黄色に変わるときに起こる。かつて有色体は色素体の発達の最終段階だと考えられていたが、1966年に、有色体が再び葉緑体に戻ることも可能であることが分かった。例えば、バレンシアオレンジはフロリダ州などで広く栽培されるオレンジだが、冬にオレンジ色となった果実が、春から夏には緑色に戻る現象（回青現象）が起こる。